# Chỉ số Davie-Brown
Chỉ số Davie-Brown (DBI) là một chỉ số độc lập cho các nhà tiếp thị thương hiệu và các cơ quan định lượng nhận thức của người tiêu dùng của hơn 2.900 người nổi tiếng, bao gồm các ngôi sao truyền hình và điện ảnh, nghệ sĩ âm nhạc, ngôi sao truyền hình thực tế, tin tức chính trị gia, vận động viên và lãnh đạo doanh nghiệp.
Được phát triển vào năm 2006 bởi Sharp Analytics và được dán nhãn màu trắng bởi bộ phận tài năng nổi tiếng của The Marketing Arm, một công ty quảng bá của Omnicom Group Inc., DBI cung cấp cho các nhà tiếp thị một cách tiếp cận có hệ thống để định lượng việc sử dụng người nổi tiếng trong các sáng kiến tiếp thị và quảng cáo của họ. Dữ liệu DBI được thiết kế để giúp xác định khả năng của người nổi tiếng ảnh hưởng đến mối quan hệ thương hiệu và ý định mua hàng của người tiêu dùng.
Theo các bài báo khác nhau, DBI bao gồm một hội đồng nghiên cứu người tiêu dùng 1,5 triệu thành viên để đánh giá nhận thức, sự hấp dẫn và mức độ phù hợp của người nổi tiếng đối với hình ảnh của thương hiệu và ảnh hưởng của họ đối với hành vi mua của người tiêu dùng. Những người được hỏi biết về một người nổi tiếng nào đó được hỏi một bộ câu hỏi tiêu chuẩn về người nổi tiếng đó. Sử dụng thang điểm sáu, người tiêu dùng đánh giá người nổi tiếng qua bảy thuộc tính chính: Kháng cáo, Đột phá, Xu hướng, Ảnh hưởng, Tin tưởng, Chứng thực và Khát vọng. Điểm DBI tổng thể được phát triển mỗi khi người nổi tiếng được lập chỉ mục và có thể thu hẹp về nhân khẩu học chính, bao gồm giới tính, tuổi tác và sắc tộc.
Được cập nhật hàng tuần, bảng xếp hạng thuộc tính DBI rất năng động và thay đổi tùy thuộc vào các sự kiện lớn (ví dụ: giải thưởng trong ngành, tin tức tích cực / tiêu cực, v.v.).
Năm 2013, The Marketing Arm hợp tác với Repucom, một công ty nghiên cứu thị trường, để ra mắt Index tại 12 thị trường quốc tế.